# Jack Beasley
John Albert "Jack" Beasley (* 9. November 1895 in Werribee, Victoria; † 2. September 1949 in Darlinghurst, New South Wales) war ein australischer Politiker, Gewerkschafter, Mitglied in der Communist Party of Australia (CPA) und der Australian Labor Party (ALP) und deren verschiedener antikommunistischer Abspaltungen.

## Frühes Leben
Beasley kam als Kind mit seiner Familie nach Sydney, ging dort in eine katholische Schule und wurde nach Schulabschluss Elektriker. Er arbeitete in der Stadtverwaltung von Sydney und wurde Präsident der Gewerkschaft Electrical Trades Union (ETU) und von 1922 bis 1928 war er Präsident des Trades and Labour Council of New South Wales und in der Zeit des Parteivorsitzenden der CPA John Garden trat er in diese Partei ein, die er bald verließ und in die Australian Labor Party (ALP) eintrat.

## Politische Karriere

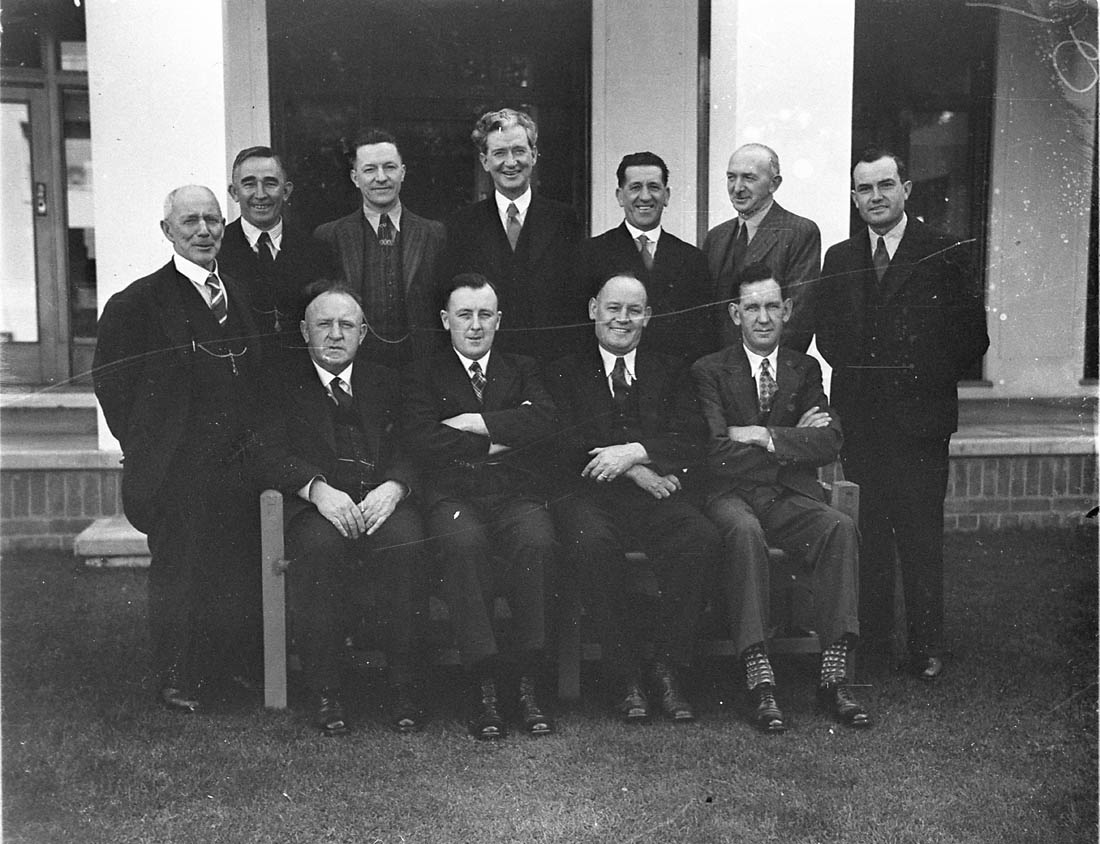
Parlamentsmitglieder der Lang-Labor-Party (1935): Beasley (zweiter sitzend von links), John Garden (fünfter stehend von links)

1928 wurde Beasley wurde im Wahlbezirk Division of West Sydney gewählt. Als die Bundes-ALP unter Jim Scullin 1929 die Nationalwahl gewann, wurde er Minister zur besonderen Verfügung ohne konkreten Aufgabenbereich. Diese Position verließ er 1931 als Antwort auf die Wirtschaftspolitik von Scullin in der Zeit der Großen Depression. Danach wurde er der Wahlkampfleiter für Jack Lang und als dieser die Bundes-ALP verließ, folgte er nach und wurde der Führer der einer politischen Splittergruppe, der Labor-Lang-Party.
Von 1932 bis 1936 führte Beasley diese ALP-Splittergruppe in der Opposition zur Koalitionsregierung der United Australia Party von Joseph Lyons und der Bundes-ALP. 1935 resignierte Scullin und 1936 vereinte der neue Parteiführer der ALP John Curtin beide Parteien wieder in der Bundes-ALP. 1940 brach Lang erneut mit der Bundes-ALP und gründete die Australian Labor Party (Non-Communist) im Bundesparlament. Beasley hatte auch Kontakte zu führenden Köpfen der faschistoiden Australia First Movement.
1941 führte Curtin diese Gruppe erneut in die Bundes-ALP zurück, außer Jack Lang. Als Curtin Premierminister im Oktober 1941 wurde, ernannte er Beasley zum Verteidigungsminister und später betraute er ihn mit dem  Ministeramt für das Transportwesen in der Zeit des Zweiten Weltkriegs. Als Curtin im Juli 1945 verstarb, ernannte sein Nachfolger Ben Chifley ihn zum Verteidigungsminister und nach dem Kriegsende versetzte er ihn als Hochkommissar nach London, da Chifley nicht von dem politischen Verhalten Beasleys in der Vergangenheit angetan war. Beasley bekleidete diesen Posten bis zu seinem Tod.